# Pneumobilia

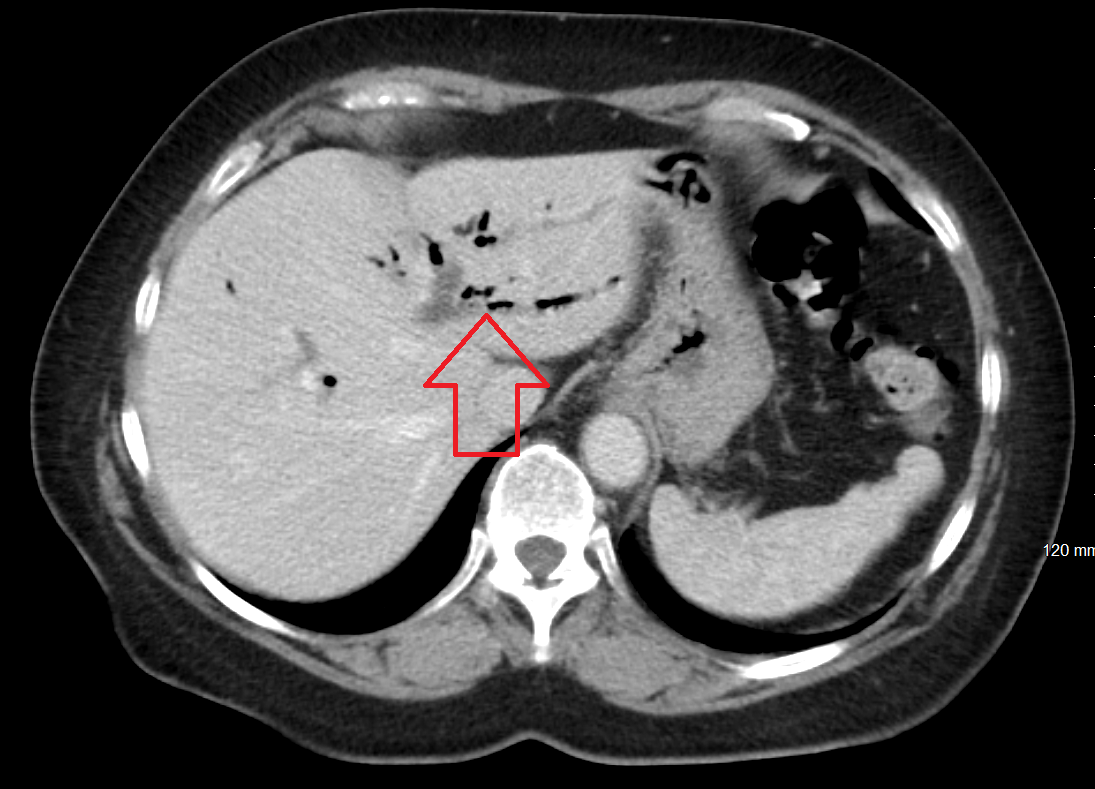
Pneumobilia em imagem de tomografia computadorizada.

Pneumobilia é a presença de gás nas vias biliares, normalmente detectada em um exame de imagens (ultrassom, TC ou MRI). É um achado comum em pacientes que passaram recentemente por cirurgia ou endoscopia das vias biliares. Enquanto a presença do ar no sistema biliar não é necessariamente prejudicial, este achado pode sugerir um processo patológico, como uma infecção do sistema biliar, esfíncter de Oddi incompetente, uma fístula biliar-entérica ou anomalias congênitas.

## Causas
Em um indivíduo saudável com anatomia normal, não há nenhum ar dentro da árvore biliar. Quando este achado está presente, ele pode ser secundário a:
- Recente cirurgia ou endoscopia das vias biliares
- Esfíncter de Oddi incompetente
- Fístula biliar-entérica
- Infecção (Colangite enfisematosa)
- Anomalias congênitas

Outras causas raras que foram comunicados incluem divertículo duodenal, abscesso, trauma operatório, carcinoma do duodeno, pâncreas estômago ou vias biliares.